# قلعه کرشاهی
قلعه کَرشاهی، قلعه‌ای است که در قسمت شمال شرقی شهر ابوزیدآباد از توابع شهرستان آران و بیدگل واقع در جنوب کویر سیازگه بند ریگ، و در نزدیکی ارتفاعات کوه یخ‌آب در استان اصفهان قرار دارد.
این قلعه محل تجمع سپاه نایب حسین کاشی بوده‌است که توسط رضا شاه کشته شد. مساحت قلعه بیش از ۴۰۰۰ متر مربع است و گفته می‌شود که شالوده آن در زمان قبل از اسلام ساخته شده‌است.
این قلعه از خشت و گل ساخته شده‌است و هم‌اکنون از آثار بر جای مانده از زمان قاجار است. این قلعه یکی از قلعه‌های مهم سردار حسین کاشی یکی از راهزنان و یاغیان دوره رضا خان بوده و آثار گلوله‌های توپ در نبرد نیروهای دولتی و نیروهای سردار حسین کاشی در این قلعه بر برج اصلی باقی مانده بود که متأسفانه در اسفند ۹۸ تخریب شد.

## پیشینه
اطلاع دقیقی از وجه تسمیه «کرشاهی» در دست نیست. هرچند گمانه زنی‌هایی وجود دارد، از جمله اینکه گفته می‌شود: «کرشاهی» همان «کاریز شاهی» است یعنی قناتی که منسوب به شاه می‌باشد. شاید بتوان از طرفی حسب وجود مزرعه و قنات که موجبات کشت و زرع را فراهم آورده‌است و نیز سخن گفتن اهالی کرشاهی به زبان راژی، کرشاهی را همان کَردویِ شاه قلمداد نمود. قلعه کرشاهی در فاصله ۳۰ کیلومتری شمال شرقی شهر ابوزیدآباد در موقعیت جغرافیایی ۳۳٫۵۵ درجه شمالی و ۵۲٫۰۶ درجه شرقی، واقع در جنوب بند ریگ، و در نزدیکی ارتفاعات یخاب ابوزیدآباد قرار دارد. این قلعهٔ تدافعی در حوزهٔ استحفاظی بخش کویرات (شهر ابوزیدآباد) شهرستان آران و بیدگل قرار دارد.
در قباله‌های بیع و صلح که بین ساکنان کرشاهی منعقد می‌گردیده‌است حدود چهارگانه مزرعه کرشاهی این گونه بیان گردیده‌است: «مزرعه مزبوره محدود است به حدود اربعه حدّی بمزرعه بژیه و حدّی بمزرعه خانی آباد و حدی به سیّدآباد و حدّی به چاه لطیف»
به استناد محققان و کارشناسان بعد از ارگ بم، این قلعه با قدمتی پیش از اسلام دومین بنای خشتی ایران محسوب می‌گردد. سرپرست اداره میراث فرهنگی صنایع دستی و گردشگری شهرستان آران و بیدگل در گفتگو با خبرگزاری فارس اذعان داشته‌است که قدمت تاریخی قلعه کرشاهی و شالوده اولیه این قلعه به پیش از اسلام بازمی‌گردد. قلعه تدافعی کرشاهی از جهت سازماندهی و انسجام فضایی، یکی از کامل‌ترین و مستحکم‌ترین قلعه‌های محدوده آران و بیدگل و شهرهای اطراف آن محسوب می‌شود.
واژه کرشاهی از کاریزشاهی گرفته شده‌است. حیاط بزرگ میانی قلعه که در میان آن، انبار حوض بزرگی وجود دارد و اتاق‌های شاه‌نشین زمستانی و تابستانی، انبار، اصطبل‌های طویل و بزرگ و برج‌های ستبر و بلند را جانمایی کرده با ترکیب و در هم‌گسیختگی فضاهای مختلف، طراحی منحصر به فرد این قلعه را به رخ می‌کشاند.
این قلعه در زمان حمله مغول به عنوان پایگاهی برای مبارزه، به خوبی توانسته در جنگی نابرابر مقابل یورش وحشیانه دشمن مقاومت کند. قلعه کرشاهی در دوره‌های مختلف از جمله در زمان حمله مغول بازسازی شده تا جلوی پیشروی دشمن که از راه کویر قصد حمله به نواحی مرکزی ایران را داشته‌است گرفته شود.
از آن زمان به بعد قلعه کرشاهی بارها مورد استفاده حاکمان و راهزنان و حتی شورشیان قرار گرفته و آخرین بار توسط نایب حسین کاشی، از شورشیان اواخر دوره قاجار بازسازی شده و هنوز هم آثار گلوله‌های توپ به جا مانده از درگیری نیروهای دولتی و شورشیان بر دیوارهای قلعه نمایان است. دور تا دور قلعه را دو ردیف دیواره چینه‌ای بلند و ستبر احاطه شده که در میان آن خندقی عمیق طراحی شده به‌طوری‌که دهنه پنج متری آن بزرگترین سد در برابر هجوم دشمنان به درون قلعه محسوب می‌شده‌است.
بارزترین ویژگی این قلعه خاصیت آب‌زایی زمین اطراف و زیر قلعه است. حوض بزرگ میانی قلعه همیشه مرطوب یا پرآب است که دلیل آن خاصیت زمین و ضخامت کم پوسته زمین با سفره زیرزمینی آن است.

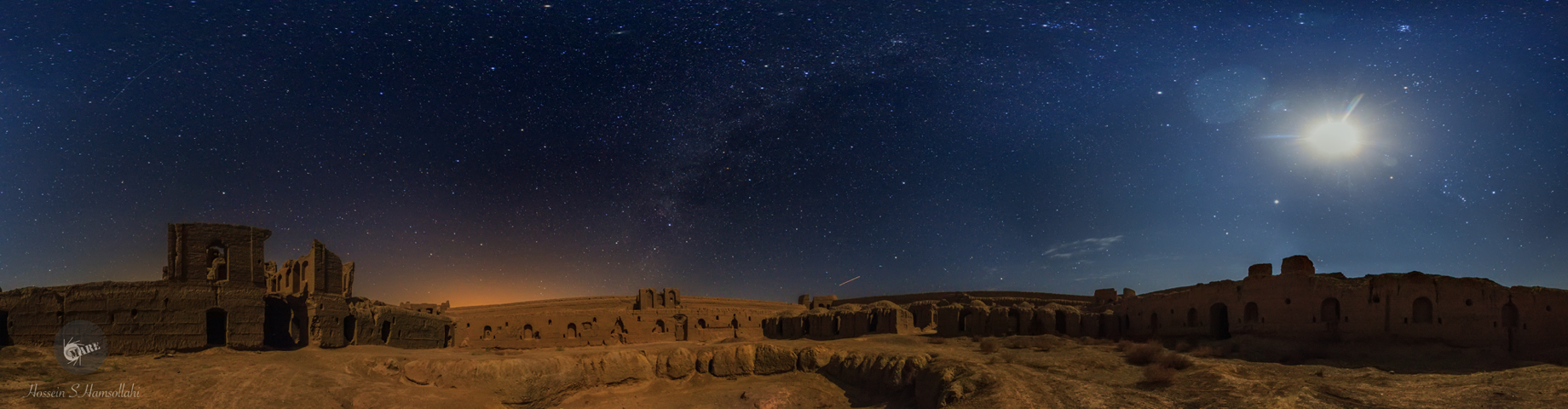
قلعه کرشاهی در زیر نور مهتاب

قلعه کرشاهی با توجه به تک بنا بودن در دل کویر و دسترسی به عنصر اصلی حیات یعنی آب و همچنین معماری به‌طور کامل بومی با استفاده از خاک محیط اطراف و سبک ساختمانی و تدافعی منحصر به فرد و همچنین وضعیت اقلیمی ییلاقی و خنک آن محیطی مناسب برای اسکان گردشگران بوده و شایسته مرمت، حفاظت و همچنین احیای دوباره است.
در مجاورت قلعه سکونتگاهی وجود دارد که به ده کرشاهی معروف است و تا چند سال پیش نیز ساکنانی داشت که با بهره‌برداری از آب قنات موجود در این محل، کشاورزی می‌کردند. هم‌اکنون هم ساکنان قبلی که در ابوزیدآباد سکنی گزیده‌اند، برای کشاورزی و دامداری به این مکان رفت‌وآمد دارند. یکی از طوایفی که امروزه در ابوزیدآباد در محله‌ای که به نام «کرشایی»، سُکنا گزیده‌اند، کرشاهی‌ها می‌باشند. این طایفه شامل خاندان‌های پورمقدم، خشایی، خشای، گلشایی، نوری، پورصفاری، عزت پور، نورمحمدپور، نوروزی، آکار، خوش مکان و . . . است. گفته می‌شود ایشان از ایل‌هایی بوده‌اند که ابتدا از زواره به مزرعه کرشاهی که در کنار قلعه کرشاهی قرار داشته کوچ نموده و در آنجا سکنی گزیده‌اند. مستندات مکتوب اعم از قباله‌های بیع، صلح و اجاره که امروزه نیز نزد ساکنان محله کرشاهی ابوزیدآباد موجود می‌باشد، حکایت از جریان حیات و اشتغال ساکنان مزرعه کرشاهی به کشاورزی و دام پروری در گذشته‌های دور داشته‌است. از جمله قباله‌هایی که در سنه ۱۳۰۶ قمری تنظیم شده، این گونه آمده‌است:
«بعد از بازدید اهل خبره حاضر گردید آقای آقا سید باقر مشتری مرقوم ظهر و انتقال و مصالحه شرعی نمود کربلایی نوروز علی … مرحوم آقا محمد زین العابدین زواره ساکن مزرعه مرقوم همگی تمامی هرگونه… و قسمتی که در یکباب مزرعه مرقومه ظهر داشت لاسیما تمامی مبیع ظهر را اراضی و اشجار و بیوتات و ابواب و انار انهار و غیره بدون استثناء شی که در ظهر مرقوم است کلاً و فرداً علی المصالحه مبلغ شصت تومان سفیدی از قرار مرقوم ظهر و صیغه مصالحه و انتقال بجمیع شرایط و ارکان بالعربیه و الفارسیه جاری و واقع گردید…»
پس از فرار و پناه آوردن نایب حسین کاشی به قلعه کرشاهی و مرمت آن، ساکنان مزرعه کرشایی به دلیل طغیان و یاغی گری نایب حسین مجبور به گریختن به کوه‌های اطراف شده و به جلگه خار (حوالی ورامین) مهاجرت می‌کنند. این مهاجرت حدود سال ۱۲۸۰ خورشیدی اتفاق افتاده‌است. در کتاب تاریخ اشرار کاشان (مدنی، ۱۳۷۰: ۵۷) این گونه آمده‌است: «مخفی نباشد که در این مدتهای آسودگی آنی، آن‌ها (نایب حسین و یارانش) از تهیه استعداد آسوده نبودند، چرا، بدون زحمت و خرج و مشقتی هر چه می‌خواستند کردند. از جمله تدارک یک بنای قلعه بسیار محکمی با ترتیب خیلی عجیب تازه و تهیه لوازم بی‌اندازه به نحوی که عقل متحیّر می‌ماند در نزدیکی‌های نطنز که معروف به کرشاهی است، نمودند.»
نراقی (۱۳۷۴: ۷۴) در کتاب خود این گونه بیان می‌دارد: «در سال ۱۳۳۳ هجری قمری بود که چراغعلی خان سردار صولت بختیاری به فرماندهی گروهی از سواران داوطلب با دویست نفر ژاندارم، شهر کاشان را محاصره نمود. پس از خراب کردن سنگرها و برج‌های شهر با گلوله توپ، اشرار فرار کرده و به قلعه کرشاهی شتافتند.»

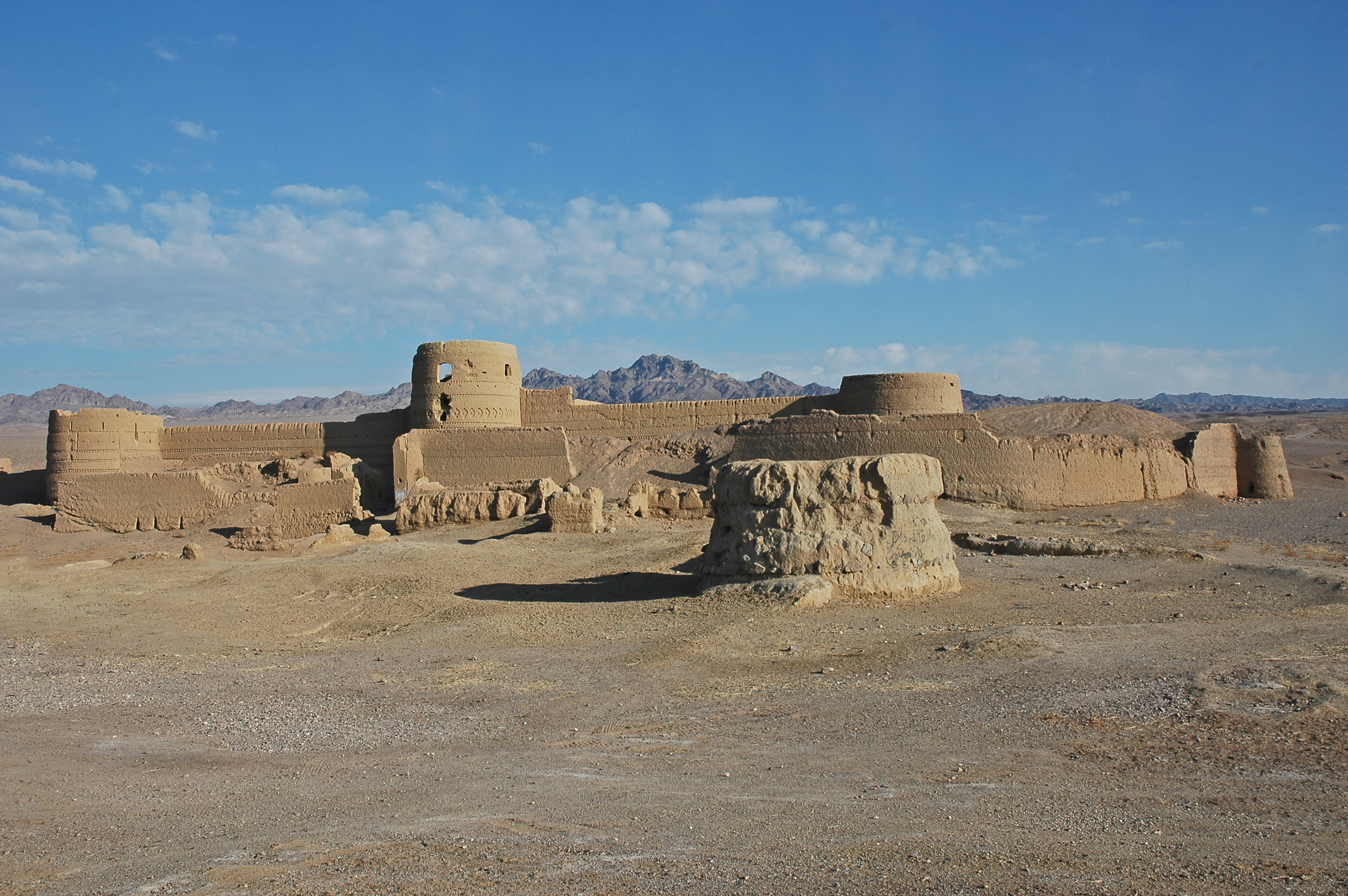
دژ کرشاهی ابوزید آباد

پس از دستگیری و اعدام نایب حسین کاشی و حاکم شدن امنیت بر منطقه، مهاجرین کرشایی پس از ۱۴ سال یاغی گری‌های نایب حسین کاشی و پسرش ماشاءالله خان سردار کاشی، مبادرت به بازگشت می‌نمایند. از آنجایی که قلعه و مزارع به تملک شیبانی‌ها درآمده بود، کرشایی‌ها، ابتدا مزارع را اجاره نموده و به کشت و زرع مشغول می‌شوند. بعد از اصلاحات ارضی رژیم پهلوی، بنا به درخواست اداره املاک شهرستان، به کشاورزان پیشنهاد می‌گردد که در صورت تمایل به تملک اراضی می‌بایست قیمت زمین را طی ۱۵ قسط پرداخت نمایند. پس از پرداخت اقساط که ۱۵ سال به طول می‌انجامد سرانجام در سال ۱۳۵۶ شمسی، مالکیت مزرعه کرشایی به کشاورزان بازمی‌گردد. علاوه بر پرداخت اقساط به دولت پس از ادعای مالکیت آقایان یحیی شیبانی و بانو هاجر شیبانی بر املاک مزرعه کرشاهی، برای سومین بار مالکان کرشاهی به منظور جلب رضایت آن‌ها به میزان معینی مصالحه نموده و مبلغی را به آن‌ها نیز پرداخت نموده‌اند. این رضایت نامه که در تاریخ ۵/۱۱/۱۳۴۹ تنظیم گردیده‌است به امضای آقای یحیی شیبانی و بانو هاجر شیبانی رسیده‌است.
سرانجام با کاهش آب دهی قنات و با پیروزی انقلاب اسلامی، ساکنان مزرعه کرشاهی به تدریج به ابوزیدآباد مهاجرت نموده و در محله‌ای با نام خودشان که در شمال خاوری ابوزیدآباد قرار دارد، سکنا گزیده‌اند. طایفه کرشاهی در ابوزیدآباد می‌تواند تنها طایفه‌ای باشد که بسیار مجتمع بوده و خانواده‌هایشان در کنار یکدیگر زندگی می‌کنند. علی‌رغم امکان مهاجرت ساکنان قلعه کرشاهی به سایر شهرها و روستاهای اطراف، مهاجرت آن‌ها به ابوزیدآباد و سکونت در این شهر، گویای وجود ارتباطات و مشترکات انسانی، فرهنگی، تاریخی و … طی چند سده با اهالی ابوزیدآباد بوده‌است.
در قباله مصالحه و بیعی که در سنه ۱۳۰۶ قمری (۱۲۶۷ شمسی) بین یکی از کشاورزان مزرعه کرشاهی و یکی از ساکنان ابوزیدآبادی تنظیم گردیده این چنین آمده‌است:
«بعد از بازدید اهل خبره حاضر گردید آقای آقا سید باقر خلف صدیق سیادت آقا سید محسن ابوزیدآبادی مشتری مرقوم ظهر و انتقال و مصالحه شرعی نمود به کربلایی نوروز علی خلف مرحوم آقا محمد زین العابدین زواره ساکن مزرعه مرقوم (کرشاهی) همگی تمامی هرگونه… و قسمتی که در یکباب مزرعه مرقومه ظهر داشت لاسیما تمامی مبیع ظهر را اراضی و اشجار و بیوتات و ابواب و انار انهار و غیره بدون استثناء شی که در ظهر مرقوم است کلاً و فرداً علی المصالحه مبلغ شصت تومان سفیدی از قرار مرقوم ظهر و صیغه مصالحه و انتقال بجمیع شرایط و ارکان بالعربیه و الفارسیه جاری و واقع گردید…»
در قباله دیگری که در سنه ۱۳۰۶ قمری تنظیم گردیده، این چنین آمده‌است:
«بیع کرد و بفروخت به بیع لازم و جازم شرعی مجری المیاه یکدانگ از شش دانگ مزرعه موسومه بکرشاهی ابوزیدآباد در شش فرسخی قریه مزبوره…»
همچنین شایان ذکر است که سخن گفتن ساکنان مزرعه و قلعه کرشاهی به زبان راژی مویّد دیگری است بر مدعای فوق. امروزه رفت‌وآمد کشاورزان محله کرشاهی ابوزیدآباد به مزرعه مجاور قلعه کرشاهی همچنان ادامه دارد و با توجه به دایر بودن قنات و پرآب بودن سِلخِ آن بحمدالله مختصر کشاورزی نیز وجود دارد. برای رسیدن به قلعه مسیرهای متعددی وجود دارند که بهترین و نزدیکترین مسیر (کمترین مسیر خاکی) مسیر خانی آباد است. چند کیلومتر بعد از ابوزیدآباد به دهستان حسین‌آباد می‌رسیم از حسین‌آباد به طرف شمال رفته و در انتهای جاده آسفالتِ چاه کشاورزی به اول مسیر خاکی خانی آباد می‌رسیم. البته برای طی کردن مسیر به راهنمای محلی نیاز است.
در سالیان اخیر به همت آقای علی ادهمی بیدگلی تحقیقات وسیعی پیرامون قلعه کرشاهی در قالب پایان‌نامه کارشناسی انجام گرفته‌است. سرانجام در تاریخ ۲۵/۳/۱۳۸۱ قلعه کرشاهی به شماره ۵۸۹۱ در فهرست آثار ملی به ثبت رسید 

## راه‌های ورود به منطقه
پس از عبور از شهر ابوزیدآباد از توابع شهرستان آران و بیدگل، به روستایی به نام قاسم‌آباد می‌رسید که پس از ورود به روستا و گذر از آن، راه خاکی به سمت شمال وجود دارد که پس از طی مسافت ۳۰ کیلومتر به قلعه کرشاهی می‌رسد.
مسیر دوم مسیر شهرستان آران و بیدگل به قلعه مرنجاب به سمت سفیدآب پس از عبور از تپه ماهورها به یک بستر رودخانه می‌رسید که در صورت ورود به آن و گذر از حاشیه غربی کوه‌های یخاب به این قلعه می‌رسید.
مسیر سوم مسیر محیط بانی سفیدآب به قله کرشاهی است.
مسیر چهارم از سمت شهر بادرود به روستای متین آباد رفته و از شمال آن راه خاکی را دنبال کرده و به کرشاهی می‌رسید.
دو مسیر دوم و سوم فقط با خودروهای شاسی بلند قابل تردد است.